# STS (TV-kanal)
STS, eller СТС (ryska: ЗАО «Сеть Телевизионных Станций» ), är en rysk TV-kanal. STS är Rysslands fjärde största kanal efter Pervyj Kanal, Rossija och NTV. Eftersom de tre största kanalerna är statsägda, eller delvis statsägda, är STS Rysslands största fristående kanal. Kanalen ingår i STS Media var största ägare är Modern Times Group.
STS började sända lokalt i Sankt Petersburg 1991. I december 1996 blev STS ett nationellt TV-nätverk. År 2008 uppgavs STS sända via 350 stationer, av vilka 19 ägs av STS. Därigenom når man cirka 100 miljoner möjliga tittare. 
I programutbudet ingår både ryska och importerade program. Man har även visat ryska versioner av amerikanska komediserier såsom The Nanny, Ugly Betty och Who's the Boss?.